# Hengzhou (häradshuvudort i Kina, Guangxi Zhuangzu Zizhiqu, lat 22,69, long 109,27)
Hengzhou (kinesiska: 横州, 横州镇) är en häradshuvudort i Kina. Den ligger i den autonoma regionen Guangxi, i den södra delen av landet, omkring 98 kilometer öster om regionhuvudstaden Nanning. Antalet invånare är 163 053. Befolkningen består av 79 710 kvinnor och 83 343 män. Barn under 15 år utgör 17,0 %, vuxna 15-64 år 74 %, och äldre över 65 år 8,0 %.
Runt Hengzhou är det tätbefolkat, med 319 invånare per kvadratkilometer. Det finns inga andra samhällen i närheten. Omgivningarna runt Hengzhou är en mosaik av jordbruksmark och naturlig växtlighet.
Genomsnittlig årsnederbörd är 2 217 millimeter. Den regnigaste månaden är juli, med i genomsnitt 400 mm nederbörd, och den torraste är januari, med 45 mm nederbörd.